# Andaspis maai
Andaspis maai är en insektsart som beskrevs av Williams och Watson 1988. Andaspis maai ingår i släktet Andaspis och familjen pansarsköldlöss.
Artens utbredningsområde är Papua Nya Guinea. Inga underarter finns listade i Catalogue of Life.